# Кровоточиві
Кровоточиві; Бладетти — камерунський футуристичний науково-фантастичний еротичний трилер 2005 року. Лауреат фестивалю кіно та телебачення країн Африки в Уагадугу.

## Про фільм
В недалекому майбутньому — у 2025 році два секс-працівники намагаються позбутися трупа політичного лідера. Політик помирає як клієнт однієї з жінок. Одночасно розглядається політична корупція в Камеруні.

## Знімались
| Актор              | Роль    |
| ------------------ | ------- |
| Аделе Адо          | [Майолі |
| Дорилія Кальмель   | Чоучоу  |
| Еміль Абоссоло-Мбо | міністр |
| Жозефін Нданью     | Натоу   |
| Ессінді Міндія     | Ессомба |
| Тьєррі Нтамак      | Тоні    |
| Йоланде Амбіана    |         |